# Bursera epinnata
Bursera epinnata är en tvåhjärtbladig växtart som först beskrevs av Joseph Nelson Rose, och fick sitt nu gällande namn av Adolf Engler. Bursera epinnata ingår i släktet Bursera och familjen Burseraceae. Inga underarter finns listade i Catalogue of Life.